# 麟瑞 (瓜爾佳氏)
麟瑞（？年—1861年），字靄人，蘇完瓜尔佳氏，浙江乍浦駐防正白旗滿洲人。清朝官員，太平天國戰爭身亡，諡忠節。

## 生平
旗丁挑補筆帖式出身，充乍浦副都統衙門印務章京。
咸豐十一年（1861年），太平天國圍攻乍浦，麟瑞跟隨副都統錫齡阿督兵出戰。守城時與弟弟鳳瑞、雲瑞燃放巨砲反擊太平軍，太平軍驚退，麟瑞趁機釋出城內難民。因有內應開城，城陷，麟瑞率眾巷戰，擊殺太平軍數人，遭到太平軍圍攻，被槍擊傷，陣亡。
朝廷聞之贈副都統，予雲騎尉世職，祀昭忠祠，諡忠節。
麟瑞為副都統守護印信，死時仍緊握不放，多年後其子柏梁也任官乍浦副都統，到任拜印，開啟檢視，仍見到麟瑞在印上留下的斑斑血痕。

## 家庭及關聯
- 父：觀成，嘉慶二十三年文舉人，官四川重慶府南川縣知縣。

有二弟：
- 鳳瑞（？年－？年），隨李鴻章轉戰江南各地，戰功保舉至副都統，卒贈將軍。
- 雲瑞（？年－1861年），乍浦巷戰同時陣亡。

有一子：
- 柏梁（1847年－1907年），由杭州駐防領催官至乍浦副都統。